# Hans Wachtmeister (1641–1714)
Hans Wachtmeister af Johannishus, född 24 december 1641 i Stockholm, död 15 februari 1714 i Stockholm, var en svensk greve, kungligt råd och amiralgeneral. Han var son till riksrådet, friherre Hans Wachtmeister af Björkö, 1609-1652. År 1687 köpte han säteriet Skunkenberg och Tromtö, vilka han och hans fru den 25 oktober 1712 gjorde till fideikommiss i Wachtmeisterska släkten, att innehas av huvudmannen för ätten eller dess änka, så länge hon lever ogift.

## Militär karriär

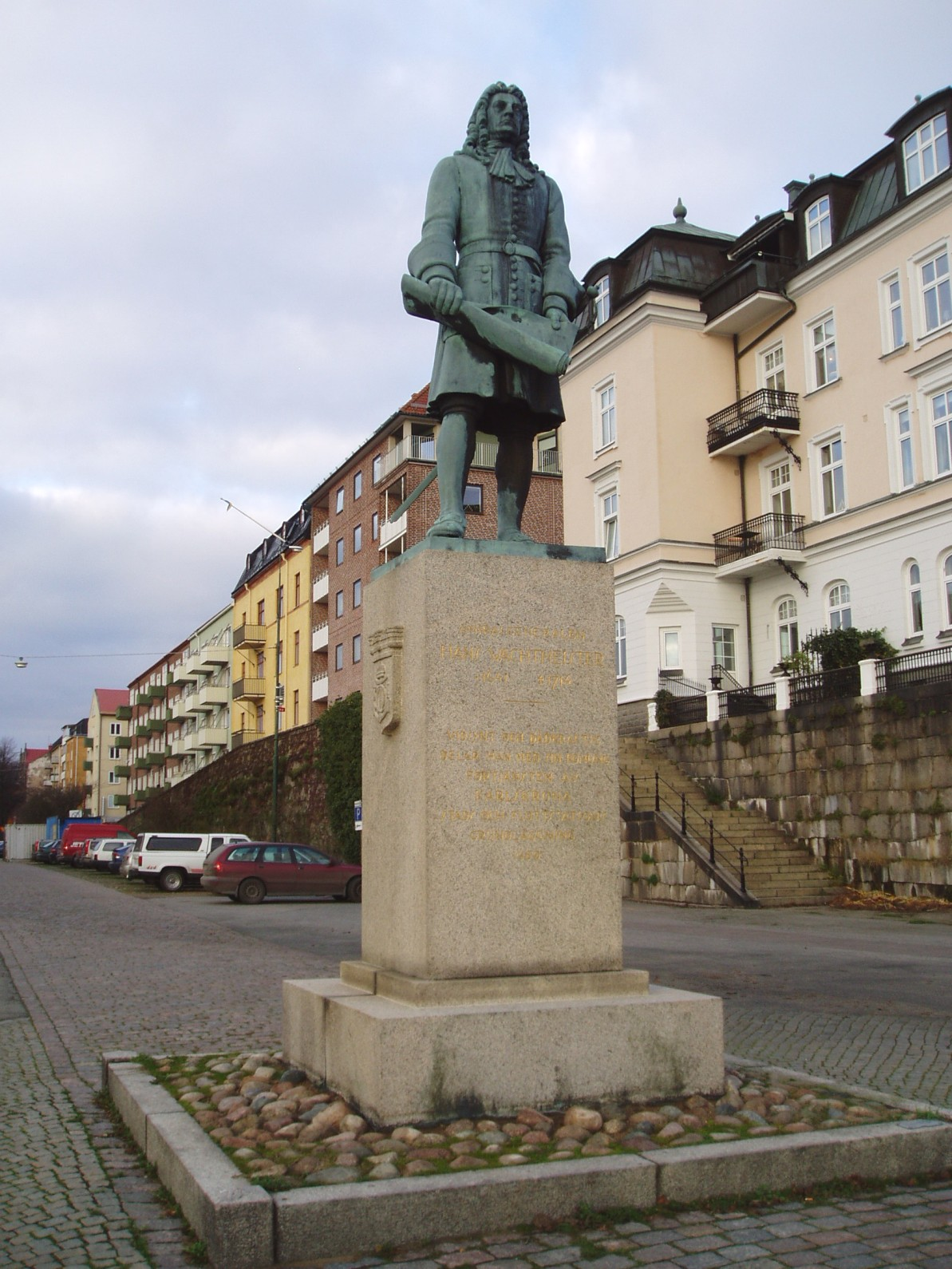
Hans Wachtmeister, staty i Karlskrona, utförd av Conrad Carlman.

Hans Wachtmeister reste 1661 med sin yngre bror Axel till Italien och Paris, besökte Holland, blev 1665 volontär i engelska flottan och deltog i kriget mellan England och Holland, men trädde vid "bremiska krigets" utbrott 1666 i svensk tjänst som kaptenlöjtnant vid Wolmar Wrangels regemente. Wachtmeister blev 1669 utnämnd till kammarherre hos Karl XI.
År 1675 blev han amiralitetskapten, i maj 1676 viceamiral sedan juli amiral. Wachtmeister tjänstgjorde samma år som överstelöjtnant vid Västgöta ryttare i slaget vid Lund, där han fick tre hästar skjutna under sig.
I början av 1677 fick riksrådet Johan Gyllenstierna i uppdrag att återtaga Blekinge, och därvid fick han som medhjälpare Hans Wachtmeister och dennes bror Axel. Kristianopel och Karlshamn togs, och därmed återställdes förbindelserna mellan svenska huvudhären och den gamla svenska gränsen. Sommaren 1677 utsågs Wachtmeister till chef för 3. eskadern i Henrik Horns flotta. Juli 1677 deltog Wachtmeister med utmärkelse i det olyckliga sjöslaget i Kögebukten och fick året därpå befälet över flottan som stred mot Danmark. Han ledde sedan "med ära och icke utan framgång" flera strider i Kalmar sund 1678–79 och försvarade Kalmar och Öland.
Sensommaren 1681 utnämndes Wachtmeister till både amiralgeneral och kungligt råd.
Under det stora nordiska kriget segrade han i slaget vid Köge Bukt på hösten år 1710.

## Familj

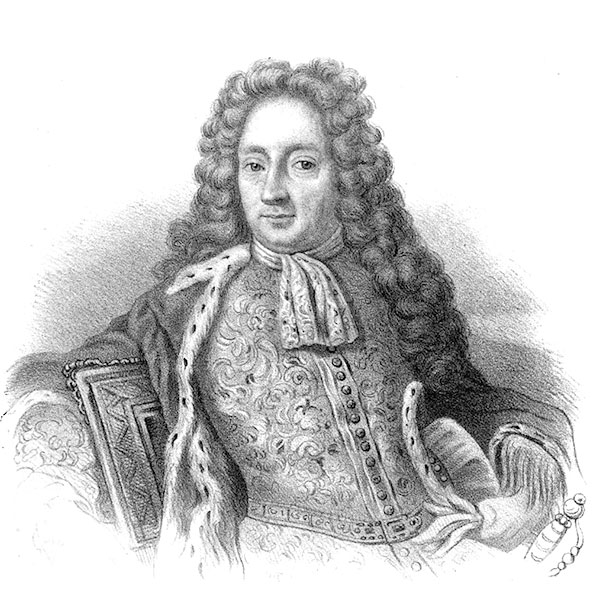
Hans Wachtmeister
Litografi av Johan Henric Strömer.

Hans Wachtmeister gifte sig den 30 juni 1685 med grevinnan Sofia Lovisa von Ascheberg, 1664–1720. Hon var dotter till kungliga rådet, fältmarskalken och generalguvernören, greve Rutger von Ascheberg. De fick tillsammans sju barn, varav fyra söner och två döttrar uppnådde vuxen ålder.
- Eleonora, 1686-1729. Gift 1714 med översten, friherre Axel Gabriel Leijonhufvud.
- Carl Hans, 1689-1736, amiral och amiralitetsråd. Gift första gången 1714 med grevinnan Ulrika Magdalena Stenbock, 1692-1715. Gift andra gången 1717 med friherrinnan Sofia Dorotea Henrietta Filippina von Metsch, 1699-1753. I det första äktenskapet föddes en dotter, i det andra tre döttrar och en son.
- Gustaf Rutger, född 1690. Löjtnant vid amiralitetet och amiralitetskapten. Avliden ogift 1709 i Riga.
- Alarik, född 1694. Avliden ogift 1715.
- Sofia Lovisa, 1696-1729. Gift 1718 med riksrådet, greve Gustaf Fredrik von Rosen i hans första gifte.
- Mariana, 1699-1702.
- Axel Vilhelm, 1701-1763, kammarherre. Gift 1725 med friherrinnan Augusta Renata von Mengden, 1709-1727. Omgift 1730 med riksgrevinnan Margareta Regina Fredrika von Bassewitz, 1710-1789. Han fick med sin andra hustru tre söner och tre döttrar. Endast en av sönerna ingick äktenskap och ingen av dem fick egna barn.